# Список ныне живущих архиереев Кипрской православной церкви
В списке представлены ныне живущие архиереи Кипрской православной церкви.
Епископат Кипрской православной церкви насчитывает (на 22 мая 2025 года) 18 человек, из них 9 — епархиальные архиереи, в том числе предстоятель Церкви архиепископ Георгий, 3 — викарные архиереи, 4 — титулярные архиереи, один архиерей на покое и один архиерей пребывает под запретом.
Список составлен в порядке старшинства епископской хиротонии (первая дата в скобках после имени).
Старейший по возрасту архиерей Кипрской православной церкви — митрополит под запретом Хризостом (Махериотис) (87 лет, 1938 года рождения); самый молодой — митрополит Пафский Тихик (Врионис) (43 года, 1981 года рождения).

## Предстоятельство архиепископаМакария III

### Хиротонии 1973 года
1. Хризостом (Махериотис), митрополит, бывший Китийский (26 октября 1973; на покое с 19 июня 2019; под запретом с 13 июня 2023)

## Предстоятельство архиепископаХризостома I

### Хиротонии 1996 года
1. Василий (Караяннис), митрополит Константийский и Аммохостский (28 апреля 1996; на кафедре с 11 мая 2007)
2. Георгий (Папахрисостому), архиепископ Новой Юстинианы и всего Кипра (26 мая 1996; на кафедре с 24 декабря 2022)

### Хиротонии 1998 года
1. Неофит (Масурас), митрополит Морфский (13 сентября 1998; на кафедре со для хиротонии)

### Хиротонии 1999 года
1. Афанасий (Николау), митрополит Лимасольский (14 февраля 1999; на кафедре со для хиротонии)

### Хиротонии 2002 года
1. Никифор (Киккотис), митрополит Киккский и Тиллирийский (24 февраля 2002; правящий архиерей с 13 мая 2007)

## Предстоятельство архиепископаХризостома II

### Хиротонии 2007 года
1. Христофор (Циаккас), епископ Карпасийский, викарий архиепископии Новой Юстинианы (3 июня 2007; на кафедре со для хиротонии)
2. Николай (Тимиадис), епископ Амафунтский, викарий Лимасольской митрополии (10 июня 2007; на кафедре со для хиротонии)
3. Исаия (Киккотис), митрополит Тамасский и Оринисский (11 июня 2007; на кафедре со для хиротонии)
4. Епифаний (Махериотис), титулярный епископ Лидрский (23 июня 2007; на кафедре со для хиротонии)
5. Леонтий (Энглистриотис), титулярный епископ Хитронский (24 июня 2007; на кафедре со для хиротонии)
6. Варнава (Ставровуниотис), митрополит Тримифунтский (21 июля 2007; на кафедре со для хиротонии)
7. Порфирий (Махериотис), титулярный епископ Неапольский (27 октября 2007; на кафедре со для хиротонии)

### Хиротонии 2008 года
1. Григорий (Хадзиураниу), титулярный епископ Месаорийский (30 марта 2008; на кафедре со дня хиротонии)
2. Нектарий (Спиру), митрополит Китийский  (14 сентября 2008; на кафедре с 30 июля 2019)

### Хиротонии 2011 года
1. Хризостом (Папатомас), митрополит Киринийский (10 декабря 2011; на кафедре со дня хиротонии)

### Хиротонии 2020 года
1. Панкратий, епископ Арсинойский, викарий  Пафской митрополии (24 октября 2020; на кафедре со дня хиротонии)

## Предстоятельство архиепископаГеоргия

### Хиротонии 2023 года
1. Тихик (Врионис), митрополит, бывший Пафский (12 марта 2023; на покое с 22 мая 2025)